# 柴田博之 (陸上選手)
柴田 博之（しばた ひろゆき、1963年4月26日 - ）は、日本の元陸上競技選手、指導者。専門は走幅跳。現在は洛南高等学校の教員で、同校陸上部監督。
京都府城陽市出身。妻は元400m走日本記録保持者の柴田こずゑ。

## 経歴
城陽市立城陽中学校時代に陸上競技に出会い、走高跳の選手として活躍。洛南高等学校進学後は走幅跳に転向し、インターハイ2位の実績を残す。
天理大学に進学し、4年生時に全日本インカレで優勝。卒業後は母校・洛南高等学校の教員になりながら、現役を続行。1988年の日本選手権で初優勝し、同年のソウルオリンピックの男子走幅跳の日本代表に選出された。
1992年に選手を引退し、以降、洛南高等学校陸上部での指導に専念している。柴田が監督を務める陸上部は、2012年から幾度もインターハイ総合優勝を飾っており、同校は陸上の名門校として知られている。柴田自身はスプリントの選手育成で名を馳せており、教え子に、日本人初の100m走9秒台を記録した桐生祥秀らがいる。

## 出演

### 映像商品
- 洛南高校 柴田監督「走幅跳指導のコンセプト」～全習法からひも解く、指導の切り口と分習法～（2014年6月、ジャパンライム）
- ラクナンメソッド～力の伝達、そしてトップスピードへ～（2016年、ティアンドエイチ）

## 著書
- 身になる練習法 陸上競技 走跳投に必要なトップスピードを高める練習（2017年6月25日、ベースボール・マガジン社、ISBN 978-4583110738）